# Brachionus bennini
Brachionus bennini is een raderdiertjessoort uit de familie Brachionidae. De wetenschappelijke naam van deze soort is voor het eerst geldig gepubliceerd in 1924 door Leissling.